# Vergennes (Vermont)
Pour les articles homonymes, voir Vergennes.
Vergennes est une ville située dans le comté d'Addison, dans l'État américain du Vermont.  Sa population est de 2741 habitants. C'est la plus petite des neuf villes au Vermont.  

## Histoire
Vergennes a été fondée en 1788 sans charte.  La ville fut nommée en l'honneur de Charles Gravier de Vergennes,  comte de Vergennes (1719-1787). Sa haine des Britanniques et son désir de venger les défaites de la guerre de Sept Ans l'amène à soutenir les colons américains révoltés et à faire entrer la France dans la guerre d'indépendance des États-Unis d'Amérique. Il cède à la demande de Beaumarchais de procurer secrètement des armes et des volontaires aux Américains. En 1777, il déclare la France prête à former une alliance offensive et défensive avec le nouveau pays que forment les treize colonies. Il signe ce traité d'alliance franco-américain le 6 février 1778. Sur instruction de Louis XVI, Gravier établit une compagnie fictive, pour fournir une aide aux Américains durant leur guerre d'indépendance. C'est aussi Gravier qui négocia le traité de Paris, qui mit fin à cette guerre.

## Résidents notables
- Joseph K. Edgerton, membre du Congrès
- Margaret Foley, sculptrice
- Ethan A. Hitchcock, général et auteur
- Henry Porter, joueur de baseball de la LNB
- Frederick E. Woodbridge, maire de Vergennes et membre du Congrès

## Références

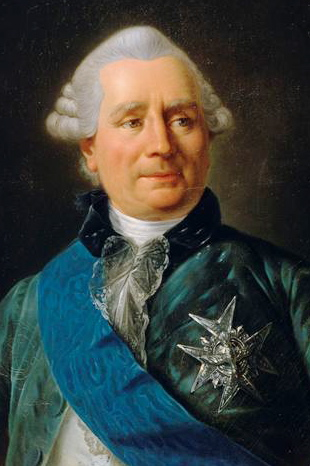
Charles Gravier comte de Vergennes

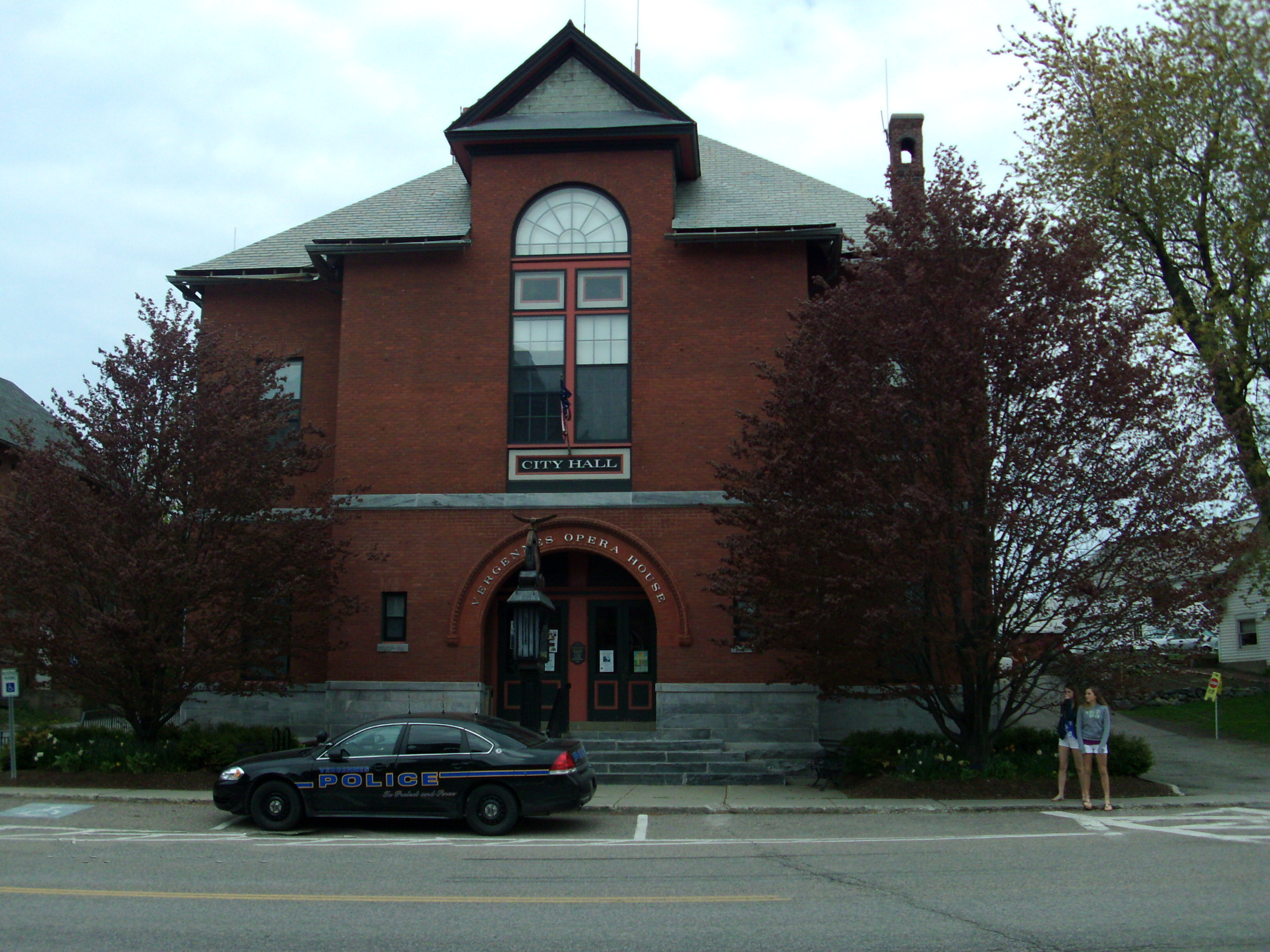
Hôtel de ville de Vergennes, Maison d'opéra, et station de police

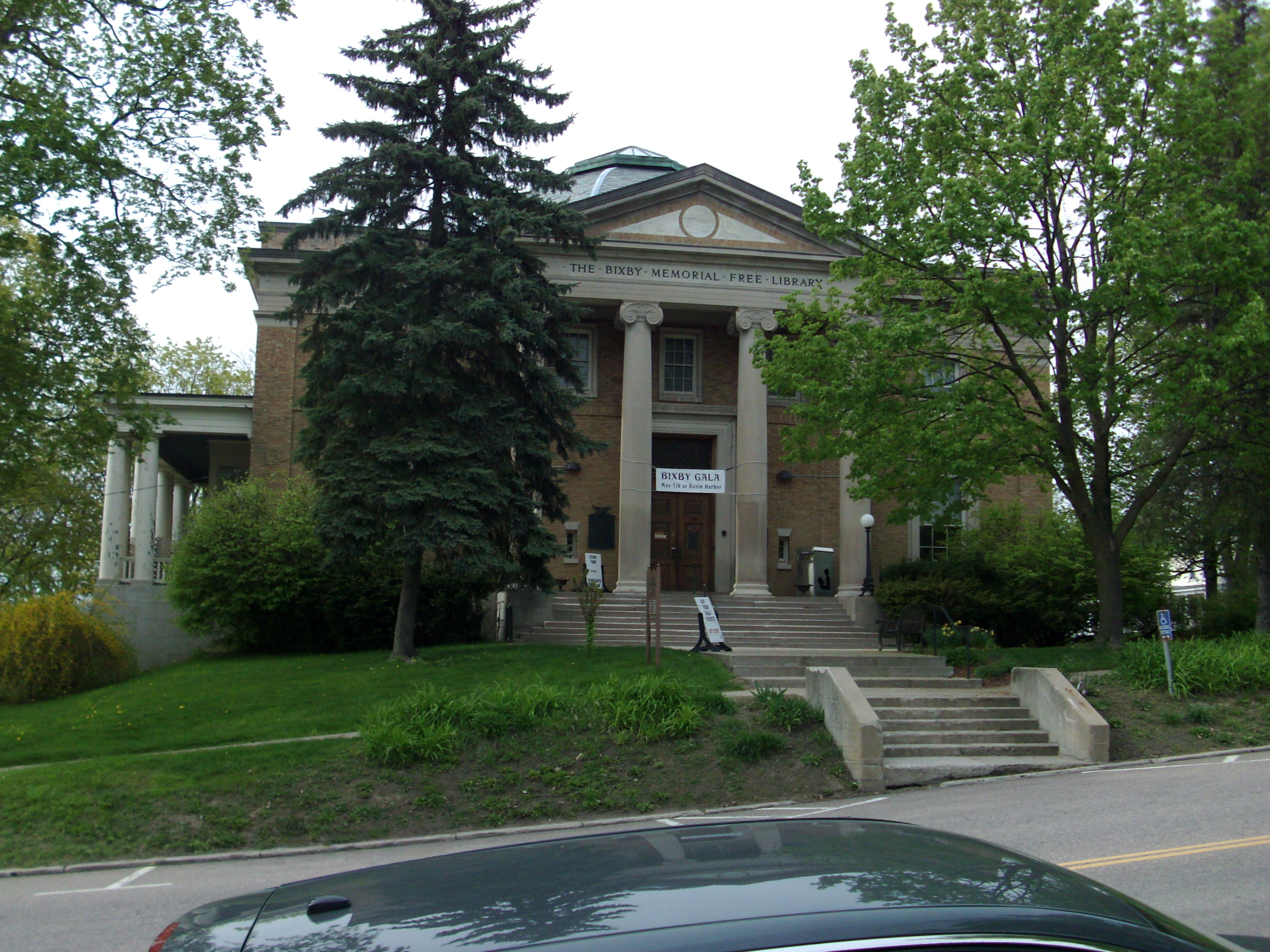
Bibliothèque Bixby Memorial